# Bénédicte des Mazery
Pour les articles homonymes, voir Mazery.
Bénédicte des Mazery, née en 1962 aux Sables-d'Olonne, est une écrivaine française.

## Biographie

### Enfance et formation
Bénédicte des Mazery est élève au lycée Saint-Do à Nancy. Elle choisit le cursus scientifique pour devenir chirurgien du cœur et du cerveau mais elle décide de changer de voie après sa rencontre, en classe de première, avec Bernard Pilot, son professeur de français.

### Carrière
Bénédicte des Mazery est d'abord journaliste puis devient romancière. Elle sort son premier roman en 2000, Pour solde de tout compte.
En 2009, elle est finaliste du Prix Charles Exbrayat avec La Vie tranché. Le roman raconte l'histoire des préposés à la censure postale durant la Première Guerre mondiale. Pour l'écrire, elle fait des recherches sur les commissions de contrôle postal puis se rend au service historique des armées. Pendant plusieurs mois, elle étudie les courriers confisqués ou censurés, ainsi que les rapports envoyés à l'état-major pour mesurer le moral des troupes. 
En 2012 parait L’Ombre d’un homme, racontant l'histoire des juifs internés en 1943 forcés au tri des biens de juifs déportés.
Elle reçoit le Prix Paul-Féval de la Société des gens de lettres pour son roman Les Oiseaux de passage sorti en 2016. Le roman se déroule dans le Paris de 1838 et raconte l'histoire de Jacques, 11 ans, placé dans un centre au milieu de centaines d’enfants incarcérés pour vol ou mendicité.
En 2023 sort L'intrus. Le roman raconte l'histoire d'une femme qui se retrouve enceinte alors qu'elle ne le souhaitait pas. 
Elle est également autrice de documentaires télévisuels.

## Œuvres
- Pour solde de tout compte, 1999, éditions Bérénice,  (ISBN 2-911232-17-8).
- Les morts ne parlent pas, 2005, éditions Anne Carrière,  (ISBN 2-84337-302-6).
- L’Opus Dei, enquête sur une église au cœur de l’Église, avec Patrice des Mazery, 2005, document, éditions Flammarion,  (ISBN 2-08-068625-9)
- La Vie tranchée, 2008, éditions Anne Carrière,  (ISBN 2-84337-507-X).
- L’Ombre d'un homme, 2012, éditions Anne Carrière, 2014 éditions Pocket[5],  (ISBN 2-84337-661-0).
  - Prix Saint-Maur en poche 2014[6]
- Les Oiseaux de passage, 2016, éditions Anne Carrière,  (ISBN 978-2-8433-7762-4).
  - Prix Paul Féval de la Société des Gens de Lettres[7]
- L'intrus, Plon , 2023[8],[9], 288p.  (ISBN 9782259315678)